# Squiffiec
Squiffiec [skifjɛk] est une commune française située dans le département des Côtes-d'Armor, en région Bretagne.

## Géographie
La plus grande partie de la commune se situe sur un plateau d'une altitude moyenne de 74 mètres formé d'un pluton de métagabbros. Le point culminant est près de la gare. Le versant est de la commune est bordé par le Trieux (fleuve), petit fleuve côtier qui se jette dans la Manche et qui court le long de Squiffiec du sud vers le nord.
Les limites nord et sud de la commune sont deux petits ruisseaux qui se jettent dans le Trieux. La commune est bordée par la départementale Guingamp-Tréguier, à l'ouest.
De nombreux moulins à eau se trouvaient le long du Trieux. Certains existent toujours mais reconvertis en habitation, d'autres ne laissent leur trace que par la présence de leur bief, seuil ou autres murs de pierres.
Liste des moulins à eau, d'amont en aval :
- moulin de Kermanac'h, dit moulin Durand ;
- moulin de Kerbellec : est visible une culée sur la berge droite près du village de Traou Beslay sur la commune de Saint-Clet ;
- moulin Kernavanez.

### Communes limitrophes
| Landebaëron | Plouëc-du-Trieux | Saint-Clet          |
|             | Squiffiec        | Pommerit-le-Vicomte |
| Kermoroc'h  | Trégonneau       |                     |

### Hydrographie
Pour un article plus général, voir Réseau hydrographique des Côtes-d'Armor.
La commune est située dans le bassin Loire-Bretagne. Elle est drainée par le Trieux et le Trégonneau,,.
Le Trieux, d'une longueur de 72 km, prend sa source dans la commune de Kerpert et se jette  dans la Manche entre Lézardrieux et Ploubazlanec, après avoir traversé 21 communes.  Les caractéristiques hydrologiques du Trieux sont données par la station hydrologique située sur la commune de Saint-Clet. Le débit moyen mensuel est de 5,29 m3/s. Le débit moyen journalier maximum est de 81,8 m3/s, atteint lors de la crue du 28 février 2010. Le débit instantané maximal est quant à lui de 106 m3/s, atteint le même jour.

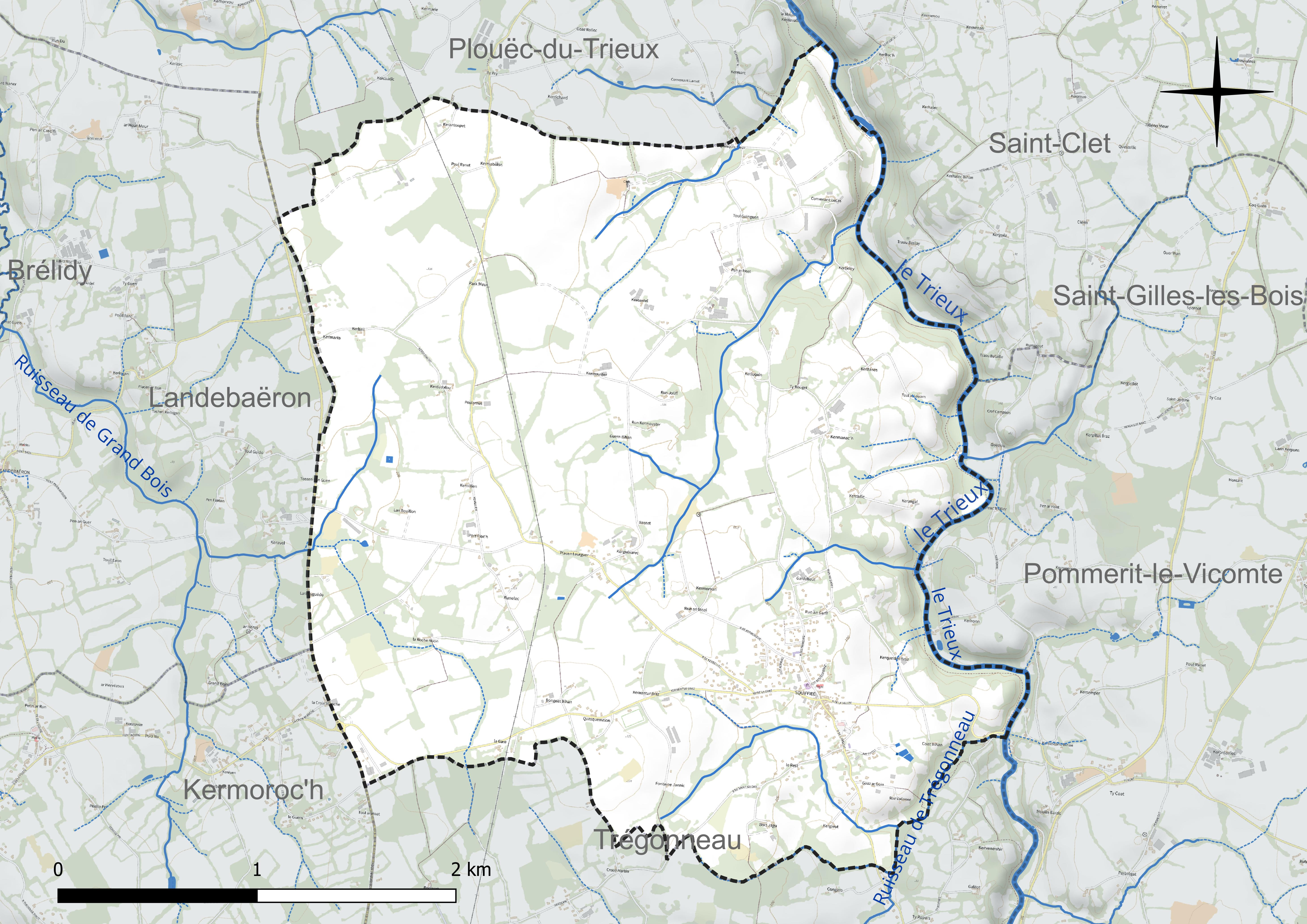
Réseau hydrographique de Squiffiec.

### Climat
Pour des articles plus généraux, voir Climat de la Bretagne et Climat des Côtes-d'Armor.
En 2010, le climat de la commune est de type climat océanique franc, selon une étude du CNRS s'appuyant sur une série de données couvrant la période 1971-2000. En 2020, Météo-France publie une typologie des climats de la France métropolitaine dans laquelle la commune est exposée à un climat océanique et est dans la région climatique Finistère nord, caractérisée par une pluviométrie élevée, des températures douces en hiver (6 °C), fraîches en été et des vents forts. Parallèlement l'observatoire de l'environnement en Bretagne publie en 2020 un zonage climatique de la région Bretagne, s'appuyant sur des données de Météo-France de 2009. La commune est, selon ce zonage, dans la zone « Intérieur », exposée à un climat médian, à dominante océanique.
Pour la période 1971-2000, la température annuelle moyenne est de 11,1 °C, avec une amplitude thermique annuelle de 10,6 °C. Le cumul annuel moyen de précipitations est de 863 mm, avec 14,6 jours de précipitations en janvier et 7,7 jours en juillet. Pour la période 1991-2020, la température moyenne annuelle observée sur la station météorologique la plus proche, située sur la commune de Lanleff à 11 km à vol d'oiseau, est de 11,7 °C et le cumul annuel moyen de précipitations est de 845,9 mm,. Pour l'avenir, les paramètres climatiques de la commune estimés pour 2050 selon différents scénarios d'émission de gaz à effet de serre sont consultables sur un site dédié publié par Météo-France en novembre 2022.

## Urbanisme

### Typologie
Au 1er janvier 2024, Squiffiec est catégorisée commune rurale à habitat dispersé, selon la nouvelle grille communale de densité à 7 niveaux définie par l'Insee en 2022.
Elle est située hors unité urbaine. Par ailleurs la commune fait partie de l'aire d'attraction de Guingamp, dont elle est une commune de la couronne,. Cette aire, qui regroupe 15 communes, est catégorisée dans les aires de moins de 50 000 habitants,.

### Occupation des sols
L'occupation des sols de la commune, telle qu'elle ressort de la base de données européenne d’occupation biophysique des sols Corine Land Cover (CLC), est marquée par l'importance des territoires agricoles (87,4 % en 2018), en diminution par rapport à 1990 (88,4 %). La répartition détaillée en 2018 est la suivante :
zones agricoles hétérogènes (46,7 %), terres arables (40,1 %), forêts (7,5 %), zones urbanisées (5,1 %), prairies (0,7 %). L'évolution de l’occupation des sols de la commune et de ses infrastructures peut être observée sur les différentes représentations cartographiques du territoire : la carte de Cassini (XVIIIe siècle), la carte d'état-major (1820-1866) et les cartes ou photos aériennes de l'IGN pour la période actuelle (1950 à aujourd'hui).

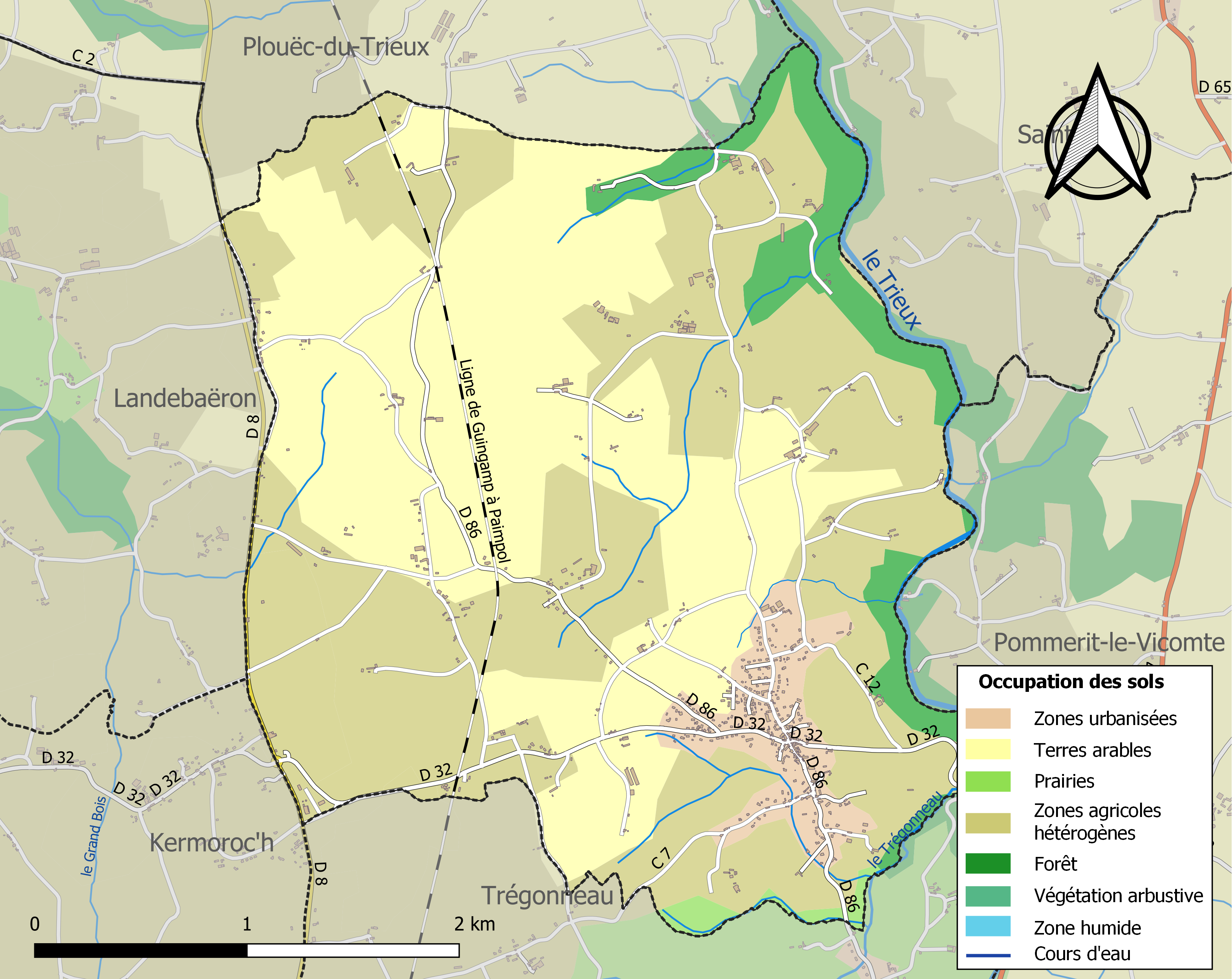
Carte des infrastructures et de l'occupation des sols de la commune en 2018 (CLC).

## Toponymie
Le nom de la localité est attesté sous les formes ecclesia de Sciffiec vers 1330, parochia de Schifiec en 1380, Squiffryec en 1389, Squiffiec à la fin du XIVe siècle, Squiviec en 1464.
Squiffiec, Skiñvieg en breton, signifie littéralement « l'endroit où abonde le sureau » et vient du breton « sfcav » (sureau).

## Histoire

### LeXXesiècle

#### Les guerres duXXesiècle
Le monument aux morts porte les noms des 72 soldats morts pour la Patrie :
- 60 sont morts durant la Première Guerre mondiale ;
- 12 sont morts durant la Seconde Guerre mondiale.

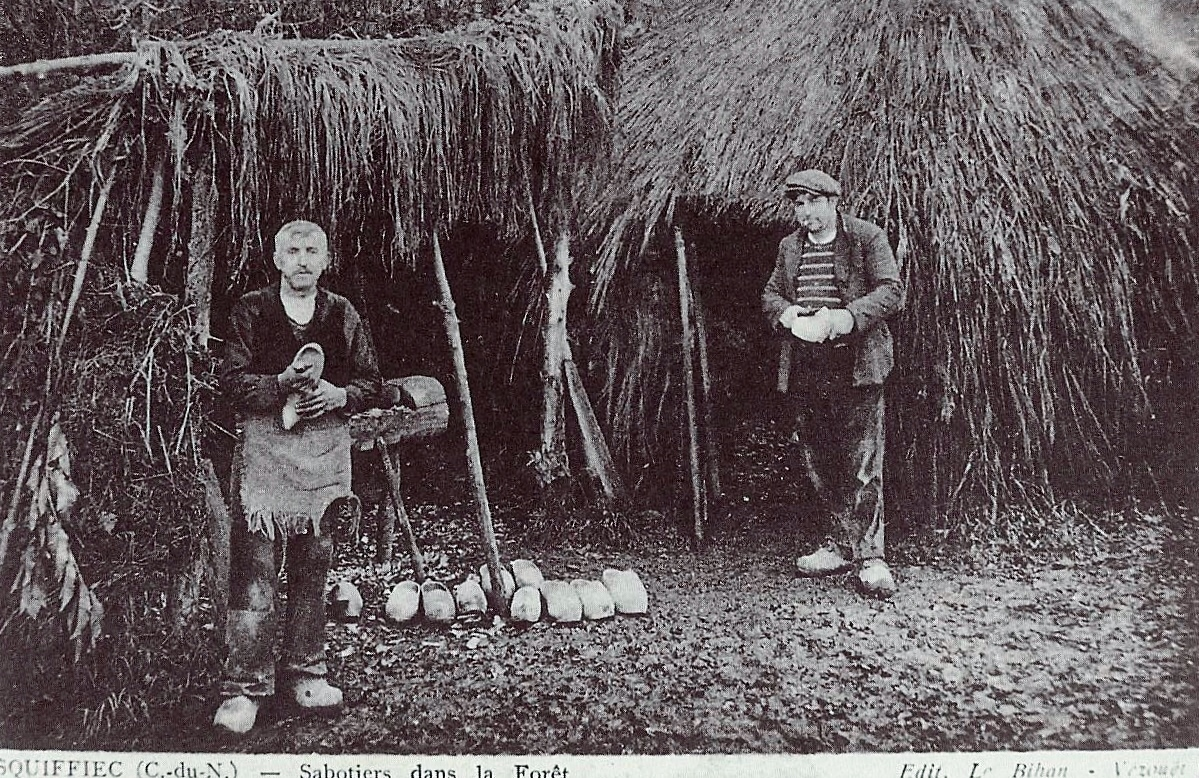
Squiffiec : sabotiers en forêt vers 1910 (carte postale Le Bihan-Vezouet).

## Héraldique
| Blason | Blasonnement : De sinople aux trois fleurs de sureau d'argent boutonnées d'or, à la bordure cousue d'azur, au chef d'hermine. |

## Politique et administration

### Liste des maires
Frise chronologique de la succession des maires de Squiffiec.

## Évolution démographique
L'évolution du nombre d'habitants est connue à travers les recensements de la population effectués dans la commune depuis 1793. Pour les communes de moins de 10 000 habitants, une enquête de recensement portant sur toute la population est réalisée tous les cinq ans, les populations de référence des années intermédiaires étant quant à elles estimées par interpolation ou extrapolation. Pour la commune, le premier recensement exhaustif entrant dans le cadre du nouveau dispositif a été réalisé en 2007.

En 2022, la commune comptait 752 habitants, en évolution de −3,22 % par rapport à 2016 (Côtes-d'Armor : +1,78 %, France hors Mayotte : +2,11 %).
| 1793 | 1800 | 1806 | 1821 | 1831 | 1836  | 1841  | 1846  | 1851  |
| ---- | ---- | ---- | ---- | ---- | ----- | ----- | ----- | ----- |
| 909  | 911  | 870  | 936  | 980  | 1 013 | 1 028 | 1 047 | 1 080 |

| 1856  | 1861  | 1866  | 1872  | 1876  | 1881  | 1886  | 1891 | 1896 |
| ----- | ----- | ----- | ----- | ----- | ----- | ----- | ---- | ---- |
| 1 058 | 1 033 | 1 045 | 1 015 | 1 030 | 1 015 | 1 017 | 978  | 875  |

| 1901 | 1906 | 1911 | 1921 | 1926 | 1931 | 1936 | 1946 | 1954 |
| ---- | ---- | ---- | ---- | ---- | ---- | ---- | ---- | ---- |
| 881  | 856  | 786  | 718  | 745  | 744  | 681  | 675  | 613  |

| 1962 | 1968 | 1975 | 1982 | 1990 | 1999 | 2006 | 2007 | 2012 |
| ---- | ---- | ---- | ---- | ---- | ---- | ---- | ---- | ---- |
| 621  | 581  | 527  | 629  | 560  | 587  | 711  | 728  | 798  |

| 2017 | 2022 | - | - | - | - | - | - | - |
| ---- | ---- | - | - | - | - | - | - | - |
| 762  | 752  | - | - | - | - | - | - | - |

## Écoles
- Depuis l'année scolaire 1998/1999, les communes de Kermoroc'h, Landébaëron, Trégonneau et Squiffiec ont regroupé leurs efforts et se sont structurées en R.P.I. (regroupement pédagogique intercommunal). Cette mesure a pour objectif principal de réunir les efforts et les moyens des écoles publiques, dans le but de conserver des écoles viables sur les deux sites encore pourvus, que sont Squiffiec et Trégonneau. Ce RPI permet aussi de maintenir l'emploi (enseignants et assistantes). Le pari a été tenu et le RPI fonctionne. Squiffiec et Trégonneau conservent chacune leur maternelle, par exemple. Les deux sites de l'école publique à Squiffiec, sont la maternelle et le primaire.
- L'école Sainte Jeanne d'Arc est une école catholique sous contrat et à ce titre dispense l'enseignement général, suivant les programmes de l’Éducation nationale. Un éveil religieux y est également proposé. L'école reçoit tous ses élèves sur le même site : des premières années de maternelle à la dernière année, le CM2. Elle accueille des élèves en majorité squiffiécois, mais aussi des élèves des communes avoisinantes. L'école Jeanne d'Arc a été bâtie entre 1912 et 1913, et a pu ouvrir à la rentrée 1913. Sa présence fait suite à l'école des sœurs, qui se tenait à l'ancien couvent des Sœurs de la Divine Providence, près de l'église.

## Jumelages
- Commune d'Altillac, en Corrèze, Région Limousin (depuis 1993).

Initié en 1992 par le déplacement d'une délégation Squiffiécoise en Corrèze, la signature de l'accord de jumelage fut faite en 1993, à Squiffiec, entre les maires de l'époque : M. Poulvelarie pour Altillac et M. Le Moigne pour Squiffiec. La présidente du Comité de Jumelage Squiffiec-Altillac était alors Chantal Richard. Elle a cédé sa place à Gildas Connan, en 2004. La présidente actuelle du Comité de Jumelage Altillac-Squiffiec, en Corrèze, est Mme Valérie Pinsac. Le déplacement de juin 2013 consacrera les 20 ans du jumelage entre les deux communes.

## Lieux et monuments
- Les Menhirs de Kerdudalou.

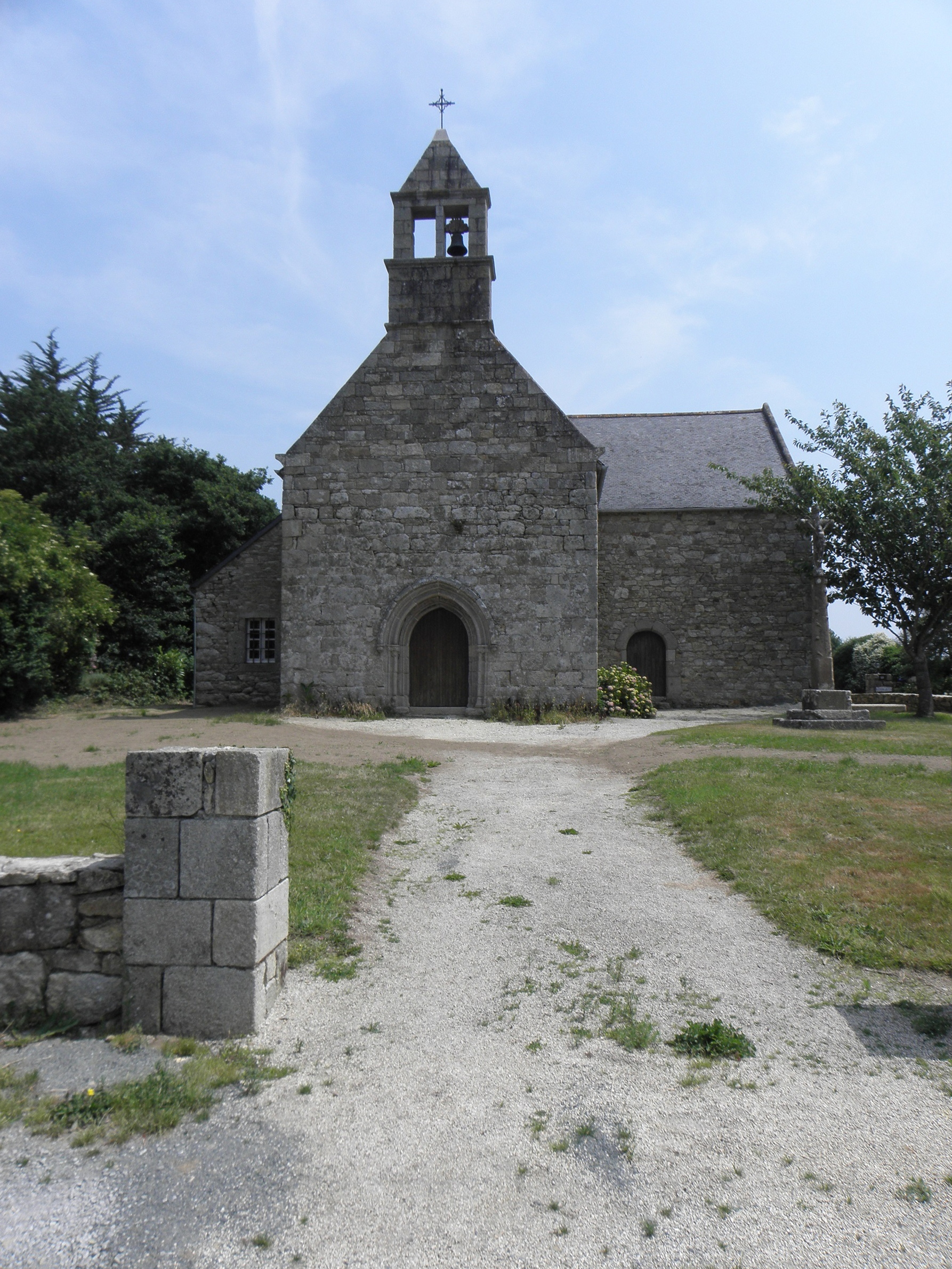
La chapelle de Kermaria.

- L'église Saint-Pierre-et-Saint-Paul. Clocher du début du XXe siècle, inauguré en 1901. Voir aussi : Bannière de procession de Squiffiec.
- La chapelle de Kermaria Lan, inscrite monuments historiques par arrêté du 3 septembre 1927[24]. Elle a fait l'objet d'un programme de rénovation qui a débuté en 1982, sous l'action de l'association Breiz Santel. En 1983, l'association des amis de la chapelle de Kermaria Lan est née et a permis de remonter les murs, remettre une toiture à l'édifice, puis de poursuivre jusqu'à nos jours l'aménagement intérieur et extérieur de l'édifice daté des XIVe siècle - XVe siècles.
- Le pittoresque corps de ferme de Kercadic datant du XIXe siècle, a été transformé en Gîtes de France.
- Le Lit de Saint-Jean est une allée couverte datée du Néolithique. A proximité, il existait jusqu'au XIXe siècle une chapelle de Saint Jean, dont il ne reste que des ruines. Elle était associée à deux fontaines monumentales et un bassin à rouir le lin. Cette allée couverte comporte une enceinte de 7 pierres qui supportent 3 blocs ou tables de pierre. Ces monuments avaient un usage funéraire. L'ensemble des fontaines et de la chapelle de Saint Jean faisait partie de la seigneurie de Kermanac'h, dont il reste un édifice, portant encore la trace de son passé glorieux. Un colombier, encore visible sur le cadastre napoléonien complétait le domaine seigneurial, dans le cadre de la féodalité.
- Le manoir de Kertanguy
- Le site naturel de la vallée du Trieux.
- La gare et sa marquise.

## Météo
Observations météo sur Squiffiec.overblog.net